# Хадзикирьякос, Александрос
Александрос Хадзикирьякос (греч. Αλέξανδρος Χατζηκυριάκος; 1874, Эрмуполис — 1958, Афины) — офицер военно-морских сил Греции, контр-адмирал и видный греческий политик первой половины XX века.

## Военная карьера
Александрос Хадзикирьякос родился в городе Эрмуполис на острове Сирос и происходил из старинной морской семьи, родом с острова Псара, обосновавшейся на Сиросе после Псарского Холокоста.
Его отец, Николаос Хадзикирьякос, был промышленником, брат, Хадзикирьякос, Андреас (1876—1956), стал известным политиком.
Следуя морской традиции семьи, Александр поступил на военно-морской флот.
Принял участие в «странной» греко-турецкой войне 1897 года, в качестве командира миноносца.
Принял участие в офицерском антимонархистском движении 1909 года, как член революционного совета.
Вместе с капитан-лейтенантом Типалдосом представлял так называемое «левое крыло» движения:276.
Принял участие в Балканских войнах 1912—1913 в качестве командира эсминцев «Велос» и Докса.
В 1916 году, с началом движения «Национальной обороны», примкнул к Э. Венизелосу.
После утверждения правительства Венизелоса, принял командование броненосным крейсером «Георгиос Авероф».

## Революция 1922 года
В 1919 году, по мандату Антанты, греческая армия заняла западное побережье Малой Азии.
Севрский мирный договор 1920 года закрепил временный контроль региона за Грецией, с перспективой решения его судьбы через 5 лет на референдуме населения.
Завязавшиеся здесь бои с кемалистами стали приобретать характер войны, которую греческая армия была вынуждена вести уже в одиночку.
Из союзников, Италия с самого начала поддержала кемалистов, Франция, решая свои задачи, стала также оказывать им поддержку. Однако греческая армия прочно удерживала свои позиции.
Геополитическая ситуация изменилась коренным образом и стала роковой для греческого населения Малой Азии после парламентских выборов в Греции, в ноябре 1920 года. Под лозунгом «мы вернём наших парней домой» и получив поддержку, значительного в тот период, мусульманского населения, на выборах победили монархисты.
Хадзикирьякос был среди офицеров, требовавших от Венизелоса не отдавать власть, но Венизелос покинул страну:370. Возвращение в страну германофила короля Константина освободило союзников от обязательств по отношению к Греции.
Уже в иной геополитической обстановке и не решив вопрос с греческим населением Ионии, монархисты продолжили войну.
Правление монархистов завершилось поражением армии и  резнёй и изгнанием коренного населения Ионии.
В последовавшем антимонархистском восстании греческой армии 11 сентября 1922 года, Хадзикирьякос, наряду с Теодоросом Пангалосом и Александросом Отонеосом, был в тройке «Временного революционного комитета»:389.
Впоследствии был избран депутатом от Афин на 4-е Конституционное собрание.
С поста члена революционного совета, оказал значительное влияние на принятие приговора на Процессе шести бывших членов монархистского правительства.
В октябре 1922 года чрезвычайный военный трибунал приговорил к смерти Димитриоса Гунариса, Петроса Протопападакиса, Николаоса Стратоса, Георгиоса Балтадзиса, Николаоса Теотокиса и Георгиоса Хадзианестиса:394.
Хадзикирьякос стал командующим флота (1922—1923).
В ноябре 1922 года, перед Лозаннской конференцией, Хадзикирьякос был среди офицеров, требовавших у Венизелоса, возглавившего греческую делегацию, не быть уступчивым, информируя его, что армия реорганизована и готова вновь занять Восточную Фракию , вплоть до Константинополя :397.
После того как Венизелос поставил свою подпись под соглашением, Хадзикирьякос, вместе с Пангалосом, послали ему следующую телеграмму «Мы вынуждены принять, ради чести Греции, это решение, несмотря на то, что оно было принято вразрез с чётким письменным указанием министру иностранных дел. Командующие армии и флота скорбят со вчерашнего дня и более не доверяют делегации»:398.
Хадзикирьякос ушёл в отставку в звании  контр-адмирала

## Военно-политическая карьера
В правительстве Александроса Папанастасиу в 1924 году Хадзикирьякос принял Морское министерство:412.
В июне 1925 года, вместе с генералом Теодоросом Пангалосом, низложил правительство Андреаса Михалакопулуса и принял морское министерство в новом правительстве
В январе 1926 года, после разногласий с Пангалосом, который провозгласил себя диктатором, ушёл в отставку, создав таким образом внутреннюю проблему диктатуре Пангалоса.
В 1932 году был назначен морским министром в правительстве Цалдариса, оставаясь на этом посту до 1935 года:424..
Последний этап его политической карьеры совпал с попыткой переворота, предпринятой сторонниками Венизелоса в 1935 году, который подорвал его авторитет в силу его полной потери контроля над военно-морским флотом.
Это стало основной причиной его ухода из политики
Контр-адмирал Хадзикирьякос умер в Афинах в 1958 году.

## Семья
Хадзикирьякос был женат на Елене Гика. Его сын, Хадзикирьякос-Гикас, Никос, стал известным художником и академиком.
Дом, построенный архитектором Константином Кицикисом в Афинах, по заказу Александра Хадзикирьякоса в 1932 году, сегодня стал картинной галереей Никоса Хадзикирьякоса-Гикаса.
Михаил Хадзиконстандис, командир подводной лодки «Протей» и герой греко-итальянской войны 1940—1941 годов приходился адмиралу Хадзикирьякосу племянником.